# Гейс, Йоханнес
Йоханнес Гейс (нем. Johannes Geiss; 4 сентября 1926, Слупск, Поморское воеводство — 30 января 2020, Берн) — германо-швейцарский физик.

## Биография
Йоханнес Гейс родился 4 сентября 1926 года в Штольпе, в прусской провинции Померания, Германия (ныне Слупск, Польша). Сын фермера Ханса Гейса и Ирен Уилк. В 1955 году женился на Кармен Бах.
В 1944 году получил аварийный бакалавриат (выпускников средней школы отправляли на фронт) в Штольпе. Затем изучал физику с 1947 по 1950 год в Гёттингене, где в 1953 году написал докторскую диссертацию под названием «Isotopenanalysen an gewöhnlichem Blei» (Изотопный анализ «обычного свинца»).
Проводил исследования в области геохронологии в Бернском и Чикагском университетах. С 1958 по 1959 год был доцентом в университете Майами, изучал историю климата Земли. В 1960 году вернулся в Бернский университет, где был профессором в течение 31 года, до 1991 года, а также директором Института физики с 1966 по 1989 год. С 1995 по 2002 год был содиректором Института космических наук в Берне.
В 1960-х годах первым определил состав благородных газов в солнечном ветре и принимал активное участие в пяти миссиях Аполлон. Считается «отцом» эксперимента по определению состава солнечного ветра — первого эксперимента, проведенного на Луне в рамках миссии Аполлон-11. С помощью Ривза Гейс определил космическое содержание дейтерия и вычислил барионную плотность 0,2 атома на кубический метр.
Йоханнес Гейс скончался 30 января 2020 года в возрасте 93 лет.